# Morgan County, Kentucky
Morgan County är ett administrativt område i delstaten Kentucky, USA, med 13 923 invånare. Den administrativa huvudorten (engelska: county seat) är West Liberty.

## Geografi
Enligt United States Census Bureau har countyt en total area på 994 km². 988 km² av den arean är land och 6 km² är vatten. 

### Angränsande countyn
- Rowan County - nordväst
- Elliott County - norr
- Lawrence County - nordost
- Johnson County - öst
- Magoffin County - sydost
- Wolfe County - sydväst
- Menifee County - väst